# Тляумбетово
Тляумбе́тово (рос. Тляумбетово, башк. Теләүембәт) — присілок у складі Кугарчинського району Башкортостану, Росія. Адміністративний центр Тляумбетовської сільської ради.
Населення — 384 особи (2010; 460 в 2002).
Національний склад:
- башкири — 88%